# University of Wisconsin-Madison Women's Volleyball 2019
Questa voce raccoglie le informazioni riguardanti la University of Wisconsin-Madison Women's Volleyball nella stagione 2019.

## Stagione
La University of Wisconsin-Madison partecipa alla Big Ten Conference, conquistando il suo sesto titolo di conference.
Le Badgers ottengono l'accesso diretto al torneo di NCAA Division I, dove arrivano come testa di serie numero 4, che permette loro di ospitare l'intera fase regionale alla Wisconsin Field House. Nei primi due turni superano agevolmente la Illinois State e la UC Los Angeles con un doppio 3-0; incontrano poi la Texas A&M nella semifinale regionale, eliminando la testa di serie numero 13 in tre set; conquistano quindi l'accesso alla Final-4 superando la Nebraska, testa di serie numero 5, nella finale regionale, senza perdere per l'ennesima volta neanche un set.
La Final-4 di Pittsburgh si apre col match contro la Baylor, testa di serie numero 1, che le Badgers piegano in quattro set, andando a centrare la terza finale della propria storia: la rincorsa alla vittoria del primo titolo si ferma nell'atto conclusivo del torneo, rimediando un perentorio 3-0 dalla Stanford, testa di serie numero 3 del torneo.

## Organigramma societario
Area direttiva
- Presidente: Barry Alvarez

Area organizzativa
- Direttore delle operazioni: Jessica Williams
- Brand manager: Bianca Miceli

Area tecnica
- Allenatore: Kelly Sheffield
- Assistente allenatore: Brittany Dildine, Gary White
- Assistente allenatore volontario: Angel Agu
- Coordinatore tecnico: Annemarie Hickey
- Preparatore atletico: Kristen Walker, Kevin Schultz
- Video producer: Bianca Miceli

## Rosa
| N° | Nome                | Ruolo | Data di nascita  | Nazionalità sportiva | Anno      |
| -- | ------------------- | ----- | ---------------- | -------------------- | --------- |
| 1  | Lauren Barnes       | L     | 29 giugno 1999   | Stati Uniti          | Junior    |
| 2  | Sydney Hilley       | P     | 24 luglio 1998   | Stati Uniti          | Junior    |
| 3  | Anna MacDonald      | L     | 13 novembre ?    | Stati Uniti          | Freshman  |
| 4  | Elizabeth Gregorski | S     | 31 luglio ?      | Stati Uniti          | Freshman  |
| 5  | Riley Bell          | L     | 18 maggio ?      | Stati Uniti          | Junior    |
| 6  | Mallory Dixon       | P     | 2 ottobre ?      | Stati Uniti          | Senior    |
| 7  | Emma Whitehead      | L     | 16 agosto ?      | Stati Uniti          | Freshman  |
| 8  | Sarah Dodd          | L     | 2 ottobre ?      | Stati Uniti          | Senior    |
| 9  | Courtney Gorum      | C     | 31 marzo ?       | Stati Uniti          | Freshman  |
| 10 | Devyn Robinson      | C     | 9 luglio 2002    | Stati Uniti          | Freshman  |
| 11 | Isabella Ashburn    | P     | 11 novembre 2000 | Stati Uniti          | Freshman  |
| 12 | Nicole Shanahan     | C     | 22 ottobre ?     | Stati Uniti          | Junior    |
| 13 | Julia Wohlert       | C     | 5 gennaio ?      | Stati Uniti          | Freshman  |
| 14 | Madison Duello      | O     | 6 maggio 1997    | Stati Uniti          | Senior    |
| 16 | Dana Rettke         | C     | 21 gennaio 1999  | Stati Uniti          | Junior    |
| 17 | Tiffany Clark       | L     | 18 febbraio 1998 | Stati Uniti          | Senior    |
| 18 | Danielle Hart       | C     | 28 giugno 1999   | Stati Uniti          | Sophomore |
| 19 | Mary Dodge          | C     | 26 novembre ?    | Stati Uniti          | Sophomore |
| 21 | Grace Loberg        | S     | 11 marzo 1999    | Stati Uniti          | Junior    |
| 23 | Molly Haggerty      | S     | 4 dicembre 1997  | Stati Uniti          | Junior    |

## Mercato
| Acquisti | Acquisti            | Acquisti             | Acquisti   |
| R.       | Nome                | da                   | Modalità   |
| -------- | ------------------- | -------------------- | ---------- |
| L        | Lauren Barnes       | Minnesota            | definitivo |
| L        | Anna MacDonald      | Blessed Trinity CHS  | definitivo |
| S        | Elizabeth Gregorski | Xavier HS            | definitivo |
| L        | Emma Whitehead      | Scottsdale Christian | definitivo |
| C        | Courtney Gorum      | Grassfield HS        | definitivo |
| C        | Devyn Robinson      | Ankeny Centennial HS | definitivo |
| P        | Isabella Ashburn    | Champlin Park HS     | definitivo |

| Cessioni | Cessioni        | Cessioni       | Cessioni   |
| R.       | Nome            | a              | Modalità   |
| -------- | --------------- | -------------- | ---------- |
| C        | Tionna Williams | FTSV Straubing | definitivo |

## Statistiche

### Statistiche di squadra
| Competizione                       | Punti | In casa | In casa | In casa | In trasferta | In trasferta | In trasferta | Campo neutro | Campo neutro | Campo neutro | Totale | Totale | Totale |
| Competizione                       | Punti | G       | V       | P       | G            | V            | P            | G            | V            | P            | G      | V      | P      |
| ---------------------------------- | ----- | ------- | ------- | ------- | ------------ | ------------ | ------------ | ------------ | ------------ | ------------ | ------ | ------ | ------ |
| Big Ten Conference NCAA Division I | .912  | 19      | 18      | 1       | 12           | 10           | 2            | 3            | 3            | 0            | 34     | 31     | 3      |
| Totale                             | .912  | 19      | 18      | 1       | 12           | 10           | 2            | 3            | 3            | 0            | 34     | 31     | 3      |

G = partite giocate; V = partite vinte; P = partite perse

### Statistiche dei giocatori
| Giocatrice   | Big Ten Conference NCAA Division I | Big Ten Conference NCAA Division I | Big Ten Conference NCAA Division I | Big Ten Conference NCAA Division I | Big Ten Conference NCAA Division I | Totale | Totale | Totale | Totale | Totale |
| Giocatrice   | P                                  | PT                                 | AV                                 | MV                                 | BV                                 | P      | PT     | AV     | MV     | BV     |
| ------------ | ---------------------------------- | ---------------------------------- | ---------------------------------- | ---------------------------------- | ---------------------------------- | ------ | ------ | ------ | ------ | ------ |
| I. Ashburn   | 34                                 | 51,5                               | 3                                  | 1,5                                | 47                                 | 34     | 51,5   | 3      | 1,5    | 47     |
| L. Barnes    | 34                                 | 27                                 | 1                                  | 0                                  | 26                                 | 34     | 27     | 1      | 0      | 26     |
| R. Bell      | 3                                  | 0                                  | 0                                  | 0                                  | 0                                  | 3      | 0      | 0      | 0      | 0      |
| T. Clark     | 34                                 | 28                                 | 0                                  | 0                                  | 28                                 | 34     | 28     | 0      | 0      | 28     |
| M. Dixon     | 0                                  | 0                                  | 0                                  | 0                                  | 0                                  | 0      | 0      | 0      | 0      | 0      |
| S. Dodd      | 3                                  | 0                                  | 0                                  | 0                                  | 0                                  | 3      | 0      | 0      | 0      | 0      |
| M. Dodge     | 34                                 | 1                                  | 1                                  | 0                                  | 0                                  | 34     | 1      | 1      | 0      | 0      |
| M. Duello    | 31                                 | 256,5                              | 209                                | 46,5                               | 1                                  | 31     | 256,5  | 209    | 46,5   | 1      |
| M. Haggerty  | 34                                 | 452,5                              | 411                                | 23,5                               | 18                                 | 34     | 452,5  | 411    | 23,5   | 18     |
| D. Hart      | 34                                 | 275,5                              | 206                                | 65,5                               | 0                                  | 34     | 275,5  | 206    | 65,5   | 0      |
| S. Hilley    | 34                                 | 124                                | 54                                 | 42                                 | 28                                 | 34     | 124    | 54     | 42     | 28     |
| G. Loberg    | 34                                 | 377                                | 355                                | 21                                 | 1                                  | 34     | 377    | 355    | 21     | 1      |
| A. MacDonald | 5                                  | 0                                  | 0                                  | 0                                  | 0                                  | 5      | 0      | 0      | 0      | 0      |
| D. Rettke    | 32                                 | 540                                | 413                                | 89                                 | 38                                 | 32     | 540    | 413    | 89     | 38     |
| D. Robinson  | 0                                  | 0                                  | 0                                  | 0                                  | 0                                  | 0      | 0      | 0      | 0      | 0      |
| N. Shanahan  | 6                                  | 22,5                               | 13                                 | 6,5                                | 3                                  | 6      | 22,5   | 13     | 6,5    | 3      |
| J. Wohlert   | 0                                  | 0                                  | 0                                  | 0                                  | 0                                  | 0      | 0      | 0      | 0      | 0      |

P = presenze; PT = punti totali; AV = attacchi vincenti; MV = muri vincenti; BV = battute vincenti

NB: I muri singoli valgono una unità di punto, mentre i muri doppi e tripli valgono mezza unità di punto; anche i giocatori nel ruolo di libero sono impegnati al servizio